# Ronnie Brown
(en) Statistiques sur pro-football-reference
Ronnie G. Brown, Jr., né le 12 décembre 1981 à Rome (Géorgie), est un joueur américain de football américain évoluant au poste de running back.
Étudiant à l'Université d'Auburn, il joua pour les Auburn Tigers. Il fut drafté en 2005 à la 2e place (premier tour) par les Dolphins de Miami.
En 2011, il signe aux Eagles de Philadelphie, puis aux Chargers de San Diego en 2012. Après un bref passage aux Texans de Houston en 2014, il resigne aux Chargers en octobre 2014.